# Universidad Federal de Bahía
La Universidade Federal da Bahia (UFBA) (en español - Universidad Federal de Bahía) es la mayor universidad del estado de Bahía (Brasil), con sede en la ciudad de Salvador, y con dos campus avanzados en el interior del estado, estando uno localizado en la ciudad de Barreiras y otro en Vitória da Conquista. Actualmente posee 113 opciones de curso (2009), siendo 97 cursos de graduación en los dos campis de la capital, once en Barreiras y cinco en Vitória de la Conquista (2009), además de 71 programas de posgrado (41 de doctorado, 58 de maestría académica, y 7 de maestría profesional).
Es una institución pública mantenida por el Gobierno Federal, vinculada al Ministerio de Educación, siendo poseedor el régimen jurídico de autarquía.

## Historia
La UFBA es una de las primeras universidades de Brasil. Sus actividades iniciaron el 18 de febrero de 1808 con la fundación de la Escuela de Cirugía de la Bahía (actualmente Facultad de Medicina de Bahía), primer curso universitario del país. Fue elevada a universidad el 8 de abril de 1946, estando compuesta inicialmente por los siguientes establecimientos de enseñanza superior: Faculdade de Medicina da Bahia y sus escuelas anexas (Odontología e Farmácia), Faculdade de Direito da Bahia, Escola Politécnica da Bahia, Faculdade de Filosofia da Bahia y Faculdade de Ciências Econômicas.
Tuvo como primer rector el médico y profesor Edgard Santos que, en regencia situada en el período inmediato a la pos Segunda Guerra Mundial, fue el principal articulador de la invitación para que artistas e intelectuales de la vanguardia europea, en ese entonces con dificultades para encontrar trabajo por allá, enseñaran en la UFBA. Esta iniciativa fue decisiva para la formación de una nueva generación artístico-cultural en Bahía, que promovería posteriormente las sublevaciones del Cinema Novo e de la Tropicália con relevantes contribuciones para la cultura nacional.
En 1952, fue creado el blasón de la Universidad por el benedictino Paulo Lachenmayer, aunque originalmente estuviera diseñado por Vitor Hugo Carneiro Lopes.
La UFBA fue clasificada en el primer semestre de 2010, por la webometrics, órgano de España, bancado por la Unión Europea, como siendo la 16.ª mejor universidad de América Latina, 11.ª de Brasil y 7.ª entre las universidades federales.

## Expansión Universitaria
El antiguo campus de Agronomía, en Cruz das Almas, fue cedido a la nueva universidad federal bahiana, la Universidade Federal do Recôncavo da Bahia.

## Unidades universitarias
La UFBA posee 33 unidades universitarias, que están divididas en escuelas, facultades e institutos universitarios. Abajo están listadas las unidades.
Escolas
- Escola de Administração
- Escola de Belas Artes
- Escola de Dança
- Escola de Enfermagem
- Escola de Medicina Veterinária
- Escola de Música
- Escola de Nutrição
- Escola Politécnica
- Escola de Teatro

Facultades
- Faculdade de Arquitetura e Urbanismo
- Faculdade de Comunicação
- Faculdade de Ciências Contabéis
- Faculdade de Ciências Econômicas
- Faculdade de Direito
- Faculdade de Educação
- Faculdade de Farmácia
- Faculdade de Filosofia e Ciências Humanas
- Faculdade de Medicina
- Faculdade de Odontologia
- Faculdade de Fisioterapia

Institutos
- Instituto de Biología
- Instituto das Ciências Ambientais e Desenvolvimento Sustentável (Barreiras)
- Instituto de Ciência da Informação
- Instituto de Ciências da Saúde
- Instituto de Física
- Instituto de Geociências
- Instituto de Humanidades, Artes & Ciências
- Instituto de Letras
- Instituto de Matemática
- Instituto Multidisciplinar em Saúde (Conquista)
- Instituto de Psicología
- Instituto de Química
- Instituto de Saúde Coletiva

En todo el estado de Bahía, existen más de 128 universidades y facultades.